# Graflunds
Graflunds, är ett privatägt bostadsföretag, bildat 1950, som förvaltar cirka 14 200 bostadslägenheter och cirka 80 000 m2 lokaler i Eskilstuna, Strängnäs, Uppsala, Linköping, Norrköping, Södertälje, Vårby, Märsta, Upplands-Bro, Haninge, Markaryd, Landskrona och Göteborg. Alla Graflunds bostäder är hyreslägenheter. Huvudkontoret finns i Eskilstuna och på respektive område finns lokala kontor. Antalet medarbetare är cirka 125.  